# Ciucea
Ciucea (en hongrois : Csucsa ; en allemand : Tschetsch) est une commune de Transylvanie, en Roumanie, dans le județ de Cluj. 

## Géographie
Située sur la rive droite de la rivière Crișul Repede, à 20 km au nord-ouest de Huedin, elle est composée des villages de Ciucea et de Vânători.
De 1968 à 2002, elle comprenait trois autres villages, qui ont été réunis pour former la commune de Negreni.

## Démographie
Lors du recensement de 2002, Ciucea comprenait une population de 4 426 habitants ; 99.23 % étaient Roumains, 0.61 % Hongrois et 0.09% Roms ; en 2011, elle comprend 1547 habitants.

## Patrimoine
Le poète et homme politique roumain Octavian Goga (1881-1938) est mort à Ciucea ; un musée lui a été dédié en 1967, à la suite de la donation à l'État roumain par Veturia Goga, veuve du poète, de livres, photographies et d'objets ayant appartenu à son époux.